# 隠岐郡

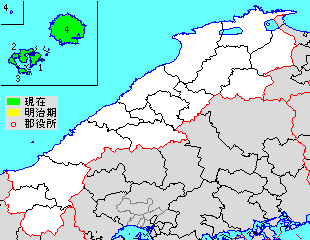
島根県隠岐郡の位置（1.海士町 2.西ノ島町 3.知夫村 4.隠岐の島町）

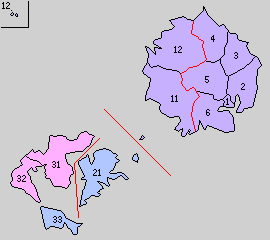
1・2・4・5・6.西郷町 3.布施村 11.都万村 12.五箇村 21.海士町 31・32.西ノ島町 33.知夫村（桃：西ノ島町 紫：隠岐の島町 青：合併なし）

隠岐郡（おきぐん）は、島根県の郡。旧隠岐国、かつて日本の地方行政区分だった令制国の一つ。隠岐諸島に位置し、山陰道に属する。
人口17,892人、面積345.93km²、人口密度51.7人/km²。（2025年2月1日、推計人口）
以下の3町1村を含む。
- 海士町（あまちょう）
- 西ノ島町（にしのしまちょう）
- 知夫村（ちぶむら）
- 隠岐の島町（おきのしまちょう）

## 郡域
1969年（昭和44年）に行政区画として発足した当時の郡域は、上記3町1村のまま変更されていない。

## 歴史
- 昭和44年（1969年）4月1日 - 周吉郡・穏地郡・海士郡・知夫郡の区域をもって発足。（3町4村）
  - 旧・周吉郡（1町1村） - 西郷町、布施村（現・隠岐の島町）
  - 旧・穏地郡（2村） - 都万村、五箇村（現・隠岐の島町）
  - 旧・知夫郡（1町1村） - 西ノ島町（現存）、知夫村（現存）
  - 旧・海士郡（1町） - 海士町（現存）
- 平成16年（2004年）10月1日 - 西郷町・布施村・五箇村・都万村が合併して隠岐の島町が発足。（3町1村）